# Лясота, Юрий Людвигович
Юрий Людвигович Лясота (28 февраля 1924, Владивосток — 1 августа 1984, Владивосток) — советский писатель, член Союза писателей СССР (1964). Преподаватель английского языка в ДВГУ, доцент, кандидат филологических наук (1956).

## Биография
Родился в 1924 году во Владивостоке, отец — учёный-фармацевт, занимался на Дальнем Востоке изучением лимонника, морских водорослей, в годы Гражданской войны и Интервенции на Дальнем Востоке принимал участие в партизанском движении, мать — аптечный работник. Родители умерли рано, воспитывался родственницей.
В военный 1942 год окончил школу, в армию не попал по состоянию здоровья, по распоряжению городского отдела народного образования начал работать учителем английского языка в средней школе № 9.
В мае 1943 года девятнадцатилетний учитель был арестован по обвинению в антисоветской пропаганде, в феврале 1944 года освобождён.
В 1945 году поступил на факультет английского языка Владивостокского государственного педагогического института, окончив который в 1947 году там же работал преподавателем.
В 1948 году вступил в ВКП(б).
В 1952—1955 годах учился в аспирантуре ЛГПИ им. А. И. Герцена в Ленинграде, в 1956 году защитил кандидатскую.
В 1956 году вернулся во Владивосток — работал преподавателем английского языка на кафедре английской филологии ДВГУ, доцент, автор ряда научных трудов.
Во второй половине 1950-х годов начинает печататься как литератор, в 1964 году принят в члены Союза писателей СССР.
Являлся членом бюро Приморского отделения Союза писателей СССР от которого в 1970 году избирался делегатом на III съезд писателей РСФСР.
Умер в 1984 году.

## Творчество
Дебютировал в 1939 году — сказку 14-летнего школьника напечатала хабаровская газета «Знамя пионера», но серьёзно начал писать уже в 1950-х.
В 1957 году в альманахе «Советское Приморье» была напечатана повесть об учёных «Корень жизни».
В 1966 году вышел роман «Красная осень», который писатель считал своей первой «настоящей книгой». Роман рассказывал о Гражданской войне на Дальнем Востоке, с героями — действительными участниками тех событий. Работая над ним писатель много ездил по краю, работал с архивными документами, встречался с бывшими партизанами, участниками тех событий. Однако, роман был критически воспринят ветеранами и родственниками С. Лазо поместившими разгромную статью в журнале «Дальний Восток» (1966, № 5).
В дальнейшем опубликовано несколько повестей и романов писателя, как отдельными изданиями, так и в журналах.
Последний роман — «Дом под синей крышей» — завершить не успел.

## Научные труды
- Роль метафорических слов и выражений в развитии словарного состава языка (на материале современного английского языка): Автореф. дис. канд. филол. наук. Л., 1955. — 17 с.
- Роль метафорических слов и выражений в развитии словарного состава языка, Л., 1954.
- Метафоризация как один из основных законов развития словарного состава языка // Учен. зап. Дальневосточного ун-та. 1957. Вып. 1. — стр. 54—66.
- Понятие о контекстуальной (метафорической) группе // Учен. зап. Дальневосточного ун-та, 1962. Вып. 5. — стр. 93-98.
- Ботасемия в современном английском языке / Английская филология. -Владивосток: ДВГУ, 1979. — Вып. 3. — стр. 232
- Английская зоосемия. Учебное пособие. — Владивосток, 1984. — 116 с.